# Euplectrotettix ferrugineus
Euplectrotettix ferrugineus är en insektsart som beskrevs av Bruner, L. 1900. Euplectrotettix ferrugineus ingår i släktet Euplectrotettix och familjen gräshoppor. Inga underarter finns listade i Catalogue of Life.